# 영동 황간향교
영동 황간향교(永同 黃澗鄕校)는 대한민국 충청북도 영동군 황간면 남성리에 있는 조선시대의 향교이다. 1980년 1월 4일 충청북도의 유형문화재 제100호 황간향교(黃澗鄕校)로 지정되었으나, 2013년 1월 18일 현재의 문화재 명칭으로 변경되었다.

## 개요
향교는 훌륭한 유학자를 제사하고 지방민의 유학교육과 교화를 위하여 나라에서 지은 교육기관이다.
황간향교는 태조 3년(1394)에 마을 뒷산에 세웠으나 현종 7년(1666)에 흙으로 쌓은 성안으로 옮겼다. 영조 28년(1752)과 고종 9년(1872)에 수리하였다. 현재 남아있는 건물은 대성전, 명륜당과 고직사 등의 부속건물이 있는데 앞쪽은 배움의 공간, 뒤쪽은 제사공간을 형성하는 전학후묘의 배치형태를 따르고 있다.
명륜당은 학생들이 공부하던 강당으로 앞면 5칸·옆면 2칸 규모이며 지붕 옆면이 여덟 팔(八)자 모양을 한 화려한 팔작지붕집이다. 대성전은 공자를 비롯해 여러 성현들을 모시는 제사공간으로 앞면 3칸·옆면 2칸 규모이며 지붕 옆면이 사람 인(人)자 모양을 한 맞배지붕집이다. 또한 주춧돌에 연꽃무늬가 새겨진 것으로 보아 사원건축양식과 정자·주택양식이 절충된 것으로 보인다.
조선시대는 국가로부터 지원을 받아 학생들을 가르쳤으나 갑오개혁(1894) 이후에는 교육적 기능은 없어지고, 봄·가을에 걸쳐 제사만 지내고 있다. 이곳에 보관되어 있는 책들은 지방 향토사연구에 귀중한 자료가 된다.

## 참고 자료
- 영동 황간향교 - 국가유산청 국가유산포털